# Mordet på James Byrd Jr.
James Byrd Jr., född 2 maj 1949 i Beaumont, Texas, död 7 juni 1998 i Jasper, Texas, var en afro-amerikansk man som mördades av tre män, av vilka åtminstone två var aktiva inom vit makt-rörelsen. Förövarna Shawn Berry, Lawrence Russell Brewer, och John King släpade Byrd efter en Ford pickup under uppskattningsvis 4,8 km (3 miles) utefter en asfalterad väg. Byrd, som troligtvis var vid medvetande under större delen av händelsen, dödades när hans kropp slog i en vägtrumma, vilket avskiljde hans högerarm och huvud från resten av kroppen. Mördarna körde vidare ännu ungefär 1,6 km (1 mile), innan de dumpade resten av kroppen vid en afro-amerikansk kyrkogård i Jasper, Texas.Lynchningen av James Byrd Jr. ledde till stiftande av lagar gällande hatbrott i Texas. Detta ledde senare till den federala lagen Matthew Shepard and James Byrd Jr. Hate Crimes Prevention Act, även känd som The Matthew Shepard Act, som röstades igenom den 22 oktober 2009, och vilken president Barack Obama skrev in som lag den 28 oktober samma år.
Lawrence Russell Brewer avrättades av staten Texas genom dödlig injektion för sitt brott den 21 september 2011. King avrättades den 24 april 2019. Shawn Berry dömdes till livstid i fängelse.

## Offer
James Byrd Jr. föddes i Beaumont, Texas som ett av nio barn, till Stella (1925-2010) och James Byrd Sr (född 1924).

### Familj
Ross Byrd, James Byrds enda son, har varit involverad i Murder Victims' Families for Reconciliation (översättning: Försoning för familjer till mordoffer), en organisation som sätter sig emot dödsstraff. Han har arbetat för att skona männen som mördade hans far och medverkar under en kort del av dokumentären Deadline.

## Mordet
Den då 49 år gamla James Byrd Jr. var den 7 juni 1998 på väg hem efter att ha besökt en släkting. Byrd gick till fots då han inte körde bil på grund av epilepsi. De tre männen Shawn Berry (24 år), Lawrence Russell Brewer (31 år) och John King (23 år) hade åkt omkring i Berrys Ford pickup under lördagskvällen. Männen fick se Byrd komma gående och Brewer stannade och erbjöd Byrd lift. King ville inte till en början att Byrd skulle få åka med då han var svart, men ändrade sig. Byrd fick åka med på flaket. Männen stannade till vid en butik, varefter King körde bilen. I stället för att köra hem Byrd, fördes Byrd till en avlägsen landsväg utanför staden, där han misshandlades svårt av Brewer och King, blev urinerad och bajsad på och fastkedjad vid vaderna med en kätting fäst baktill Berrys pickup. Byrd släpades under uppskattningsvis 4,8 km (3 miles). Brewer påstod senare att Byrds hals hade blivit uppskuren av Berry innan han släpades bakom bilen. Den rättsmedicinska undersökningen visade dock att Byrd försökt hålla huvudet uppe medan han blev släpad. En obduktion påvisade också att Byrd varit vid liv under större delen av lynchningen. Byrd avled efter att hans högra arm och huvud blivit avslitna när hans kropp träffat en vägtrumma. Byrds hjärna och skallben befanns vara intakta, vilket var ytterligare tecken på att han behöll medvetandet medan han släpades bakom bilen.
Berry, Brewer och King dumpade de stympade resterna av kroppen framför en afro-amerikansk kyrka vid Huff Creek Road, och körde sedan vidare till en grillfest. Utmed området där Byrd blivit dragen hittade polisen en skiftnyckel med namnet "Berry" skrivet på den. De fann också en tändare med inskriptionen "Possum", vilket var Kings smeknamn i fängelset. Efterföljande morgon hittades Byrds lemmar utspridda över en sällan använd väg. Polisen hittade 81 platser som kantades av Byrd's kvarlevor. Statliga brottsbekämpande tjänstemän, tillsammans med distriktsåklagaren i Jasper, fastslog att eftersom Brewer och King tidigare vad välkända Vit makt-anhängare, ansågs mordet vara ett hatbrott. De bestämde sig för att kalla in FBI på mindre än 24 timmar efter det att Byrds kvarlevor upptäckts.
King hade ett antal rasistiska tatueringar: en svart man hängande från ett träd, nazistiska symboler, frasen "Aryan Pride" (svenska: "Arisk stolthet"), samt märket för en grupp fångar med vit makt-anknytning kända som Confederate Knights of America. I ett fängelsebrev till Brewer som lästes av fängelsevakter, uttryckte King stolthet för brottet och sa att han medan han begick mordet insåg att han kanske måste dö. King skrev, "Oavsett hur detta slutar, har vi skrivit historia. Död före vanära. Sieg Heil!". En tjänsteman som arbetade med utredningen berättade också att vittnena sade att King hade refererat till The Turner Diaries efter att ha misshandlat Byrd.
Berry, Brewer och King prövades och dömdes för mordet på Byrd. Brewer och King dömdes till döden, medan Berry dömdes till livstids fängelse. Brewer avrättades den 21 september 2011, och King den 24 april 2019 genom dödliga injektioner.

## Förövarna

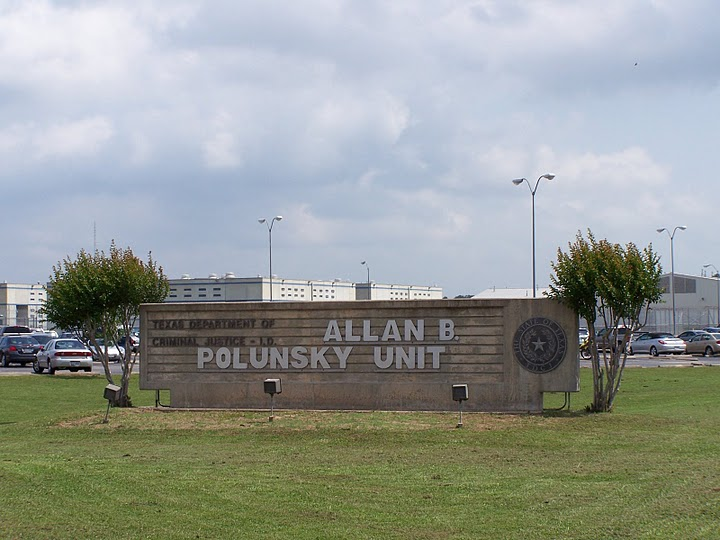
Förövarna hölls på Allan B. Polunsky-enheten

### Shawn Allen Berry
Berry påstod att endast Brewer och King var ansvariga för brottet. Brewer vittnade dock att Berry hade skurit halsen av Byrd innan han kättades fast vid bilen. Juryn ansåg att bevisningen var för svag för att bekräfta hans påstående. Som ett resultat av detta skonades dock Berry från dödsstraff och dömdes istället till livstid fängelse. Berry hålls för närvarande vid Ramsey-enheten i Rosharon, Texas, och kan tidigast beviljas villkorlig frigivning den 7 juni 2038. Från och med 2003 hålls Berry i skyddshäkte; han tillbringar 23 timmar per dygn i en 2,4 m (8 fot) gånger 1,8 m (6 fot) stor cell, med en timme reserverad för motion. Berry gifte sig med en kvinna vid namn Christie Marcontell via ombud. Marcontell var Berrys flickvän vid tidpunkten för mordet och har ett barn tillsammans med Berry.

### Lawrence Russell Brewer
Brewer var en Vit makt-anhängare som innan mordet på Byrd hade avtjänat ett fängelsestraff för narkotikainnehav och inbrott. Han beviljades villkorlig frigivning 1991. Efter att ha överträtt villkoren för frigivningen 1994, återvände han till fängelset. Enligt hans vittnesmål gick han med i ett Vit makt-gäng med King i fängelset, med syftet att skydda sig själv från andra fångar. Brewer och King blev vänner i fängelset George Beto Unit. En psykiatriker vittnade på att Brewer inte uppträdde ångerfullt inför sina brott. Brewer blev slutligen fälld och dömd till döden. Brewer, TDCJ#999327, satt på death row vid Polunsky-enheten. Han avrättades i Huntsville-enheten den 21 september 2011. Dagen före avrättningen uttryckte Brewer inga som helst tecken på ånger inför sitt brott. Till nyhetsprogrammet KHOU 11 News sade han: "Såvitt som några saker jag ångrar, nej, jag ångrar ingenting. Nej, jag skulle göra om alltihop igen, för att vara helt ärlig.

#### Brewers sista måltid
Innan avrättningen beställde Brewer en stor måltid som inkluderade två friterade kycklingfiléer, en trippelburgare med ost och bacon, en stor skål friterad okra, ett halvt kilo grillat, tre fajitas, en "meat lover's pizza", en pint glass, och en skiva jordnötssmörkräm med mycket krossade jordnötter. När han fick maten vägrade han dock äta det och måltiden kasserades, vilkett ledde till att fängelsetjänstemän i Texas valde att avsluta den 87 år långa traditionen av att ge dödsdömda fångar en sista måltid.

### John William King
King anklagades för att ha misshandlat Byrd med ett basebollträ och sedan släpat honom bakom en pickup tills han avled. King hade tidigare påstått att han blivit gruppvåldtagen i fängelset av svarta fångar. Trots att han inte hade några tidigare kopplingar till rasism, valde han att gå med i ett fängelsegäng med Vit makt-anknytningar, vilket enligt honom själv var en självförsvarshandling. Som barn diagnostiserades han som manodepressiv. Han bedömdes vara skyldig till brottet och dömdes till döden för sin medverkan i kidnappningen och mordet på James Byrd Jr.. King, TDCJ#999295, satt på death row vid Polunsky-enheten. I 20 år överklagade King sin dom. King hävdade bland annat att det inte rörde sig om ett brott med rasistiskt motiv, utan att det var en drogaffär som gick snett. King förlorade i samtliga instanser. Högsta domstolen tog ej upp fallet. King avrättades den 24 april 2019 genom en giftinjektion.

## Reaktioner på mordet
Ett antal aspekter av mordet på Byrd ger eko till traditionerna av lynchningar i USA. Dessa inkluderar stympning eller halshuggning, samt festande, såsom grillning eller picknick, antingen under eller efter en lynchning. Mordet på Byrd fördömdes starkt av Jesse Jackson och Martin Luther King Center som en handling av våldsam rasism och riktade nationell uppmärksamhet på utbredningen av fängelsegäng inom Vit makt-rörelsen.
Familjen till offret skapade The James Byrd Foundation for Racial Healing efter dödsfallet. Basketstjärnan Dennis Rodman betalade begravningskostnaderna och skänkte $ 25 000 till Byrds familj. Boxningspromotorn Don King gav Byrds barn $ 100 000 som skulle betala deras utbildningskostnader.
1999 inspirerades Chantal Akerman av William Faulkners litterära verk, och bestämde sig för att göra en film om den Amerikanska söderns skönhet. När hon ankom till platsen (i Jasper, Texas) och fick veta om det brutala rasistmordet, bytte hon inriktning. Akerman gjorde Sud (franska för "syd"), en reflektion över händelserna runt brottet och historien av rasistiskt våld i USA. 2003, visades en film om brottet, med titeln Jasper, Texas, på den amerikanska TV-kanalen Showtime. Samma år gjorde filmskaparna Marco Williams och Whitney Dow dokumentären Two Towns of Jasper.
Medan han arbetade på radiostationen WARW i Washington D.C., sade radioprataren Doug Tracht (även känd som "The Greaseman") en nedsättande kommentar som refererade till James Byrd efter att ha spelat Lauryn Hill-låten "Doo Woop (That Thing)". Incidenten som skedde i februari 1999 visade sig vara katastrofal för Trachts radiokarriär, och mynnade ut i ett stort antal protester från både svarta och vita lyssnare. Han sparkades från WARW inom kort och förlorade sin position som frivillig biträdande sheriff i Falls Church, Virginia.
I maj 2004 arresterades två vita män, som anmäldes för att ha skändat James Byrd Jr.'s grav med rasistiskt klotter och hädelser.

### Inverkan på politiken i USA
Vissa särintresseföreningar, såsom NAACP National Voter Fund, gjorde en fråga av fallet under George W. Bushs presidentkampanj 2000. De anklagade Bush för indirekt rasism sedan han, som guvernör i Texas, satt sig emot lagstiftningen mot hatbrott. Också, med hänvisning till ett tidigare åtagande, kunde Bush inte medverka på Byrds begravning. Eftersom två av de tre mördarna dömdes till döden och den tredje till livstids fängelse (alla anklagade och dömda för "capital murder", vilket ger det strängaste straffet i Texas) menade Bush att "vi behöver inga tuffare lagar". Den 77:e legislaturen i Texas klubbade igenom James Byrd Jr. hatbrotts-akten. Med underskrift av guvernören Rick Perry som ärvt Bush's återstående löptid, blev akten en statlig lag i Texas 2001. 2009 utvidgade The Matthew Shepard Act och James Byrd Jr. Hate Crimes Prevention Act USA:s tidigare federala lagar mot hatbrott, som fastställdes 1969, till att inkludera brott som motiverats av offrets faktiska eller påstådda kön, sexuell läggning, könsidentitet, eller handikapp.

### Musikaliska hyllningar
Alabama-musikern Matthew Mayfield skrev, spelade in och släppte en låt i Byrds ära 2010. Låten, med titeln "Still Alive", är det fjärde spåret på Mayfields EP You're Not Home. "Still Alive" relaterade tydligt till en stark bitterhet mot rasism, likväl som hatbrott och folkmord. "Tell Me Why", en låt av Will Smith tillsammans med Mary J. Blige från Smiths fjärde album Lost and Found, nämner Byrd i texten. "The Ballad of James Byrd" är en annan hyllning till Byrd, skriven och framförd av den amerikanske musikern Ross Durand. Houston-rapparen E.S.G nämner Byrd i låten "Realest Rhyming" från albumet Shinin' N' Grindin, och staterar "...let the Klu Klux know that I'mma blast ya/heard how ya done James Byrd down up in Jasper."
"The New Hell" av death metal-bandet The Famine nämner Byrd på albumet The Architects of Guilt (2011). "Jasper", av Confrontation Camp, är det femte spåret på albumet Objects in the Mirror Are Closer Than They Appear (2000). "100 Miles" av Rollins Band är ett B-sidespår från albumet Get Some Go Again (2000). Låtens text är skriven i förstapersonsperspektiv om en vigilant som tar livet av Byrds mördare. "Guitar Drag" (2000) av artisten Christian Marclay är en video- och ljudinstallation om mordet på James Byrd. "I Heard 'Em Say" (2012) av Ryan Bingham handlar om mordet på Byrd och det rasistiskt laddade klimatet runtom i Jasper efter brottet.